# Perillus bioculatus
Perillus bioculatus är en insektsart som först beskrevs av Fabricius 1775.  Perillus bioculatus ingår i släktet Perillus och familjen bärfisar. Inga underarter finns listade i Catalogue of Life.